# LUC (cryptographie)
Pour les articles homonymes, voir LUC.
LUC est un algorithme asymétrique de cryptographie à clé publique, basé sur les suites de Lucas. Ce cryptosystème a été développé par des chercheurs d'Australie et de Nouvelle-Zélande, principalement P. Smith and C. Skinner.
Le chiffrement est une implémentation analogue aux protocoles de ElGamal, de l'échange de clés Diffie-Hellman et de RSA sur les suites de Lucas. Un message est chiffré en itérant la relation de récurrence des suites de Lucas au lieu de l'exponentiation présente dans RSA et dans Diffie-Hellman.
Néanmoins, dans un article de 1995, Bleichenbacher et al. ont montré que les avantages de LUC sur les cryptosystèmes à exponentiation modulaire n'ont pas lieu ou ne sont pas aussi importants qu'énoncés à l'origine.